# Clotilde de Vaux
Clotilde de Vaux (Parigi, 3 aprile 1815 – Parigi, 5 aprile 1846) è stata una scrittrice e poetessa francese.
È nota per aver ispirato quella parte della filosofia di Auguste Comte che va sotto il nome di "Religione Positivista" o "Religione dell'Umanità".

## Biografia
Charlotte Clothilde Josephine Marie de Vaux era figlia di Simon Marie (1775–1855), capitano di fanteria in congedo ed esattore delle tasse, e di Henriette Josephine de Ficquelmont (1780–1843).
Compiuti gli studi alla Maison d'éducation de la Légion d'Honneur, nel 1835 Clotilde sposò Amédée de Vaux, coadiutore del padre nel suo incarico di riscossore a Méru. Fortemente indebitatosi con il gioco, Amédée abbandonò la moglie nel 1839 e riparò in Belgio.
Clotilde ritornò allora a Parigi e visse per qualche tempo con i suoi genitori. Successivamente si trasferì in una casa situata in rue Payenne, nel quartiere del Marais, grazie a un'indennità concessale da suo zio, Karl Ludwig von Ficquelmont, un funzionario dell'Impero austriaco. Fu in questo periodo che Clotilde iniziò a scrivere i suoi racconti.
Nell'ottobre del 1844, in casa del fratello, Clotilde conobbe il filosofo Auguste Comte, con il quale diede vita a un fitto carteggio (centottanta lettere a partire dall'aprile del 1845). Il filosofo si innamorò di lei ma non riuscì a sposarla.
Clotilde morirà di tubercolosi nel 1846, lasciando Comte, già provato in passato dalla depressione e da un tentato suicidio, in una crisi psicologica profondissima che lo porterà a elaborare il positivismo religioso, dove la sua figura è idealizzata e venerata.

## Opere
- Pensées d'une fleur, raccolta di poesie.
- Lucie, serie di racconti brevi pubblicati su Le National.
- Willelmine, romanzo breve.